# Theravada
Theravada (pali = Theravâda, sanskrit = Sthaviravâda. På begge sprog betyder det ”De ældstes lære”) er den buddhistiske tradition, der bygger på Tipitaka på palisproget og er rigt kommenteret af Buddhaghosa, Rahula og mange andre lærde munke. Theravada er primært udbredt i Sri Lanka, Burma, Thailand, Laos og Cambodia. 
Da Siddharta Gautama, buddhismens grundlægger døde, spredtes buddhismen over hele Asien. Buddhismen blev blandet med de forskellige religioner (bl.a. med Bon) og livsstile. Buddhas lære blev til flere grene eller skoler. Theravada blev den ene buddhistiske lære og som er den eneste lære der i direkte linje overleveret fra Bhikkhu til Bhikkhu (Munk til Munk) efter Buddha's død.
Theravada har flere grene, hver med fokus på et specielt område i Buddhas lære. De to mest udbredte er Maha Nikai og Skov-Traditionen(Ajahn Mun, Ajahn Chah). Ofte kan ses ordet "Hinayana" brugt for "Theravada". Ordet "Hinayana" er et skældsord brugt af Mahayana for de ældre skoler og senere kun for Theravada. Der har aldrig eksisteret en skole ved navn "Hinayana".
Theravada praksisen er en individuel terapeutisk praksis, hvor Mahayana er en kollektiv praksis.

## Centralt for Theravada buddhismen
Centralt for Theravada buddhismen er De fire ædle sandheder (cattāri ariyasaccāni) og Den otte delte vej (Ariya magga/Aṭṭhaṅgiko magga).

## De fire ædle sandheder

### 1.	Dukkha
Savn, afsavn, længsel efter, smerte, lidelse. (For det første skal det erkendes eller indses at Dukkha findes. Alt er Dukkha).

### 2.	Samudaya
Forståelse af Dukkha(Dukkhasamudaya-ariyasacca). (Det er “Tørst” (Kræven/begærlighed, tanha) som skaber behovet for igen-eksistens og igen-kommende (Ponobhavika), og som er bundet til lidenskabelig grådighed Nandiragasa-hagata) og som finder vej, glæder og fryd snart der snart her (Tatratatrabhinandini) nemlig:
- a	“Tørst” efter tilfredsstillelse af sanserne (Kama-tanha).
- b	“Tørst” efter eksistens og værende.(Bhava-tanha).
- c	“Tørst” efter ikke at være (Selvdestruktion, vibhava-tanha).

### 3.	Nirodha
Ophøret af Dukkha. Den tredje sandhed er frigørelse eller befrielse fra savn, afsavn, længsel efter, smerte, lidelse. 
Dette er kaldet sandheden om ophøret af Dukkha (Dukkhanirodha-ariyasacca), hvilket er Nibbana på Pali og mere velkendt som Nirvana på Sanskrit. For at eliminere Dukkha fuldstændigt skal hovedårsagen til Dukkha fjernes. Det er ”Tørsten” (Tanha) som tidligere beskrevet. Derfor er Nirvana også kendt som (Tanhakkhaya) slukningen af “Tørst”en.

### 4.	Magga
(Mage = vejen) Magga er vejen som fører til ophøret af Dukkha og er den fjerde sandhed.
Den fjerde sandhed er den vej som fører til lidelsernes ophør. (Dukkhanirodhagaminipatipadaariyasacca). Er kendt som den "midterste sti" (Majjhima Patipada) kaldet så fordi den undviger to ekstremer. Den ene ekstreme er søgende iver efter tilfredsstillelse ved, at behage sanserne. Det er en kortvarig "lav", almindelig og ufrugtbar vej for det almindelige menneske. Den anden ekstreme er søgende iver gennem selvplage i forskellige former for askese. Den vej er smertefuld, uværdig og ufrugtbar. Efter at have prøvet disse to ekstremer og fundet dem ubrugelige, fandt Buddha ved sin personlige erfaring den midterste vej (sti), som gav ham vision, kundskab og førte til ro, indsigt og åbenbaring, Nirvana. Denne midterste vej er generelt refereret til, som den otte-delte vej (Ariya-Atthanigka-Mage), kaldet sådan fordi den består af otte afsnit nemlig:

### Den otte delte vej

#### Visdom
- 1. Ret forståelse (Samma ditthi)
- 2. Ret tænkemåde (Samma sankappa)

#### Moral(eller disciplin) (sila)
- 3. Ret talemåde (Samma vaca)
- 4. Ret handlemåde (Samma kammantha)
- 5. Ret levemåde (Samma ajiva)

#### Koncentration (samadhi)
- 6. Ret bestræbelse (Samma vayama)
- 7. Ret bevidsthedskontrol (Samma sati)
- 8. Ret koncentration (Samma samadhi)

## Udbredelse i Danmark
I Danmark findes der efterhånden flere templer. Både efter "Maha Nikai" og efter Phra Pa (Ajahn Cha)